# Flinsbach (Gemeinde Neidling)
Flinsbach ist eine Ortschaft und eine Katastralgemeinde der Gemeinde Neidling im Bezirk St. Pölten in Niederösterreich. Die Ortschaft hat 483 Einwohner (Stand 1. Jänner 2024).

## Geografie
Das Dorf östlich von Neidling liegt an der Landesstraße L5132, von der im Ort die L5123 und die L5127 abzweigen. Zur Ortschaft zählt auch die Steinbergsiedlung.

## Geschichte
Laut Adressbuch von Österreich waren im Jahr 1938 in Flinsbach ein Binder, eine Gastwirtschaft, ein Milchhändler, ein Schmied, ein Schneider und eine Schneiderin, ein Schuster, ein Tischler und einige Landwirte ansässig.

## Persönlichkeiten
- Christoph Rotter, belegte bei der Schlittenhunde-Sprint-EM in Donovaly den ersten Platz in der Zwei-Hunde-Klasse